# Theodor Philipsen
Theodor Esbern Philipsen (født 10. juni 1840 i København, død 3. marts 1920 i København) var en dansk maler.
Philipsen voksede op i en kulturel familie og lærte tidligt at tegne. Hans største interesse var imidlertid at beskæftige sig med dyr, og det var derfor naturligt, at han gennemgik en landbrugsuddannelse hos sin onkel på Højagergård ved Slangerup, proprietær Moritz Philipsen. Først i 1860'erne lærte Philipsen gennem en af sine brødre maleren Hans Smidth at kende, og det bidrog til hans beslutning om selv at blive kunstner. Han studerede ved Akademiet og fortsatte efter et kortere ophold i uddannelsen på modelskolen, hvor Vermehrens krav til studiet af virkeligheden og respekten for fortiden kom til at præge hans udvikling.
Fra de offentlige samlinger i København kendte Theodor Philipsen allerede J.Th. Lundbyes skildringer af dyr. Han havde også kendskab til Paulus Potter og andre af 1600-tallets hollandske landskabs- og dyremalere. Al skoling til trods var og blev det kærligheden til naturen og til husdyrene, der prægede Philipsens kunstinteresse fremover. 1873 vandt han den Neuhausenske Præmie for Heste rides til Svømning.
Fransk inspiration, impressionisme
Han fandt for alvor sin kunstneriske identitet i 1880'ernes friluftsmaleri og fik gennem sit engagement i den franske impressionisme stor betydning for de efterfølgende generationer af danske kolorister.
Philipsens naturopfattelse var mere realistisk end de kunstneriske forbilleder. Det var derfor naturligt for ham at søge inspiration i Paris, og sammen med Laurits Tuxen tog han undervisning hos Léon Bonnat, et meget usædvanligt skridt for en ældre kunstner på 35 år. Her lærte Philipsen gennem intensiv croquis-tegning at fange det karakteristiske i en bevægelse og at give sine billeder en overlegen helhedsvirkning.
Philipsen fik nærmere kendskab til den radikale franske kunst gennem venskabet med den belgiske maler Rémy Cogghe, som han var sammen med i Spanien i 1882 og året efter i Rom. Derefter udviklede Philipsen – der nu havde passeret de 40 år – sit karakteristiske maleri, der gælder lys, farve, natur og dyr, og som uløseligt har knyttet hans navn til Saltholm og Amager.
Hans interesse for impressionismen blev styrket gennem den franske maler Paul Gauguin, der i vinteren 1884-1885 opholdt sig i København. Af ham lærte Philipsen at bruge små pensler og korte, faste strøg.
Gennem sin kunst, der aldrig søgte det spektakulære, kom Theodor Philipsen til at spille en betydningsfuld rolle som formidler af den franske impressionismes ideer, der frem til vor tid har domineret store dele af dansk maleri.
Philipsen er begravet på Holmens Kirkegård.

## Billeder
| - Værker af Theodor Philipsen - Gade med kameler i Tunis, 1882 - En sen efterårsdag i Dyrehaven. Solskin, 1886 - En vej i Dyrehaven. Efterår, 1889 - Allé ved Kastrup, 1891. Statens Museum for Kunst. - Merkur dysser Argos i søvn, 1893 (glasur på brændt ler) - Skrigende gæs og græssende køer, 1893 (glasur på brændt ler) - En løs hest, 1898 (statuette) - Malkeplads ved Dyrehavegård, 1901 Randers Kunstmuseum. - En so med fire grise, 1906 (glasur på brændt ler) - Et par heste som fodres, 1906 (glasur på brændt ler) - En stående hest med seletøj, ukendt dato (glasur på brændt ler) - Græssende kvæg på Saltholm. Mellem 1858 og 1920 |